# ゼルジンゲン
ゼルジンゲン（ドイツ語: Selsingen、低地ドイツ語: Sürsen）は、ドイツ連邦共和国ニーダーザクセン州のローテンブルク（ヴュンメ）郡に属す町村（以下、本項では便宜上「町」と記述する）で、ザムトゲマインデ・ゼルジンゲンの本部所在地である。

## 地理

### 自治体の構成
現在の自治体は、首邑であるゼルジンゲンの他、アイツテ、グランシュテット、ハーセル、ラーフェンシュテット、パルネヴィンケルの集落からなる。

## 歴史
この町の名前は1219年に初めて記録されているが、入植地自体はもっと古くからあったと考えられる。ここには貴族家があったが、城の破壊後は「フォン・ゼルジンゲン」ではなく、2番目の居城にちなんで「フォン・デア・クーラ」を名乗った。首邑の他ではラーフェンシュテットが特に古く、971年と986年の文献に登場する。
ゼルジンゲン、グランシュテット、ハーセル、オーバー・オホテンハウゼンは、「我らの村が一番美しい」コンクール連邦大会で優秀な成績を収めた。

## 宗教
ゼルジンゲンには、プロテスタント・ルター派の聖ラムベルティ教会がある。

## 行政

### 議会
この町の町議会は15議席からなる。

### 町長
この町の町長はラインハルト・アウフデムカンプ (CDU) である。

### 紋章
白地に赤い二等辺三角形（頂点が上向き）。それに被せる形で金色の代官の杖と剣が描かれている。

### 姉妹都市
ソウストン（イギリス、サウス・ケンブリッジシャー）1990年

## 経済と社会資本

### 交通
この町は連邦道B71号線沿いのブレーマーフェルデとツェーフェンとの間に位置する。また、鉄道ブレーマーフェルデ - ツェーフェン - ローテンブルク線に面している。この路線は現在貨物列車だけが運行されており、旅客輸送は代替輸送によっている。

### 工業
ハンザ機械製造がゼルジンゲンにある。

## 引用
1. ↑  Landesamt für Statistik Niedersachsen, LSN-Online Regionaldatenbank, Tabelle A100001G: Fortschreibung des Bevölkerungsstandes, Stand 31. Dezember 2023